# Magdalena M. Baran
Magdalena Marta Baran (ur. 11 lipca 1979 w Krakowie) – polska historyk filozofii i etyki, publicystka, redaktorka; dr filozofii, adiunkt w Instytucie Filozofii i Socjologii Uniwersytetu Pedagogicznego w Krakowie; redaktor prowadząca miesięcznik „Liberté!”, prowadzi podcast "Jest sobie kraj"

## Życiorys
Absolwentka II Liceum Ogólnokształcącego im. Króla Jana III Sobieskiego w Krakowie. Jednolite studia magisterskie z filozofii ukończyła na Wydziale Filozoficznym Papieskiej Akademii Teologicznej w Krakowie. Doktorat poświęcony idei wojny sprawiedliwej, napisany pod kierunkiem prof. Zbigniewa Mikołejki, obroniła w Instytucie Filozofii i Socjologii Polskiej Akademii Nauk w Warszawie. Ukończyła również podyplomowe studia Dziennikarskie (UPJPII) oraz studia podyplomowe Mediacje i alternatywne metody rozwiązywania sporów na Wydziale Prawa Uniwersytetu Jagiellońskiego. Naukowo zajmuje się filozofią polityki, filozofią społeczną, filozofią i etyką wojny oraz etyką rządu. Brała udział w licznych konferencjach i opublikowała szereg artykułów naukowych poświęconych tej tematyce.

## Publikacje
- Był sobie kraj. Rozmowy o Polsce (Fundacja Liberte! 2021)[4]

- Oblicza wojny (Arbitror 2019)[5]

- Znaczenie wojny. Pytając o wojnę sprawiedliwą (Fundacja Liberté! 2018)[6][7]

- Transregional Versus National Perspectives on Contemporary Central European History. Studies on the Building of National States and Their Cooperation in the 20th and 21st Century, (red.), (ibedem Verlag 2017)[8]

## Działalność naukowa
Stypendystka  m.in. Uniwersytetu Wiedeńskiego i Modernpolitics Akademie w Wiedniu (2005). Uczestniczka International Summer School in Philosophy and Politics: Challenges to Democracy (2003), 1st International Alumni Summer Scholl in Philosophy and Politics: On Solidarity (2006) organizowanych przez Instytut Nauk o Człowieku w Wiedniu (IWM). Prowadziła gościnne wykłady na Uniwersytecie w Murcji (2016), Uniwersytecie w Siegen (2014), Széchenyi István University w Györ (2007, 2008, 2013); odbyła kwerendy m.in. na Uniwersytecie Juliusza Maksymiliana w Würzburgu (2015) oraz St. Thomas University w Houston (2017, 2018).
Jest członkinią International Society for Military Ethics, Women in International Security oraz International Society for MacIntyrean Enquiry.

## Publicystyka
W latach 2007–2010 redaktor i członkini redakcji kwartalnika „ResPublica Nowa”; redaktor numeru specjalnego „Are We East or West?”; 2009 – 2016 autorka i członkini redakcji tygodnika „Kultura Liberalna”, gdzie prowadziła dział felietonów „Wyszehrad Plus” poświęcony krajom Grupy Wyszehradzkiej, publikowała także serię tekstów poświęconych sztuce. W latach 2009–2010 pracowała w Instytucie Obywatelskim, think tanku związanego z Platformą Obywatelską.
Od roku 2010  związana z kwartalnikiem, a następnie miesięcznikiem Liberté!